# エンジェルハート (時計)
エンジェルハート（Angel Heart）は、ウエニ貿易が販売する女性向け腕時計のブランド。

## 概要
2004年に、誕生したブランドで、『ハート＆ピンク』をキーワードにした女性らしいデザインと、一万円程度からという比較的安価な価格設定が特徴である。
女性誌『CanCam』で紹介され、モデルの西山茉希をイメージキャラクターに採用し話題に。
中国、香港、マカオ、韓国、タイ、マレーシア、台湾など、アジア地域でも発売している。

## 主なシリーズ
- Pastel Heart
- Sparkle Time
- Twinkle TIme
- Venus
- Happy Prism
- Pure Angel
- Sunny Dream
- Little Heart
- Innocent Time
- Crystal Honey
- Nudie Drop
- Love Sports

## イメージキャラクター
- 西山茉希 （2007年-2010年）
- マリエ (モデル)（2010年9月-2012年8月）
- マギー (モデル) 、宇井愛美 、杉ありさ（2012年9月-2014年10月）
- 桐谷美玲 （2014年11月 - 2018年1月）
- 吉岡里帆 （2018年2月 -）
- 橋本環奈 （2020年2月 -）[1]